# Championnats panaméricains de cyclisme de 1990
Navigation
Championnats panaméricains 1988 Championnats panaméricains 1992
Les Championnats panaméricains de cyclisme sont les championnats continentaux annuels de cyclisme sur route et sur piste pour les pays membres de la Confédération panaméricaine de cyclisme.
Pour la quatrième fois en neuf ans et la cinquième depuis que les championnats existent, la Colombie accueille l'évènement. Les compétitions se disputent du 28 juillet au 5 août, à Duitama, dans le département de Boyacá, sous le patronage des aciéries Paz del Río (es). La perla de Boyacá a remplacé au pied levé la ville de Bucaramanga, désignée, dans un premier temps, siège de ces dixièmes championnats. La capitale du département de Santander, ayant dû renoncer, Duitama, pourtant dénuée de vélodrome, s'est proposée.
La compétitivité des championnats est, cependant, mis en doute avec l'absence de sélections comme celles des États-Unis et du Canada, prétextant la sécurité de leurs athlètes pour décliner leur présence, ou de celle du Brésil, arguant un déficit de préparation et un problème budgétaire pour ne pas se déplacer. Les observateurs pronostiquent un duel entre les délégations cubaine, vainqueur de l'édition précédente, et du pays hôte, dauphine des Antillais, deux ans auparavant, pour l'obtention du titre général.
Les cinq premiers jours de compétitions sont consacrés à la piste. Puis après une journée de repos, le jeudi 2 août, les trois dernières journées sont destinées aux épreuves sur route.
Le 27 juillet, les cérémonies d'ouverture ont lieu sur la place principale de la ville en la présence de onze des douze délégations (le Costa-Rica arrivant plus tard, n'ayant que des compétiteurs pour les épreuves sur route masculines), puis l'inauguration du vélodrome s'effectue devant un parterre d'anciennes gloires locales comme Efraín Forero, Martín Emilio Rodríguez ou bien encore Álvaro Pachón. Le vélodrome ayant obtenu l'homologation de l'UCI et se situant à 2 600 mètres d'altitudes, il semble favorable pour la chasse aux records.

## Podiums

### Cyclisme sur piste
| Épreuves                | Or                                                                      | Argent                                                                        | Bronze                                                        |
| ----------------------- | ----------------------------------------------------------------------- | ----------------------------------------------------------------------------- | ------------------------------------------------------------- |
| Compétitions masculines |                                                                         |                                                                               |                                                               |
| Kilomètre               | Mario Pons                                                              | Alexis Marcel                                                                 | José Julián Velásquez                                         |
| Vitesse individuelle    | Marcelo Arrué                                                           | Mario Pons                                                                    | José María Lovito                                             |
| Poursuite individuelle  | Eduardo Graciano                                                        | Manuel Youshimatz                                                             | Noel de la Cruz                                               |
| Poursuite par équipes   | Cuba Rigoberto Rielo Noel de la Cruz Alexis Marcel Conrado Cabrera (en) | Colombie Leonardo Cardona (en) Gustavo Yusti Jorge Iván Casas Fernando Sierra | Chili Miguel Droguett Iván Henríquez Freddy Aquea Oscar Ortiz |
| Course aux points       | Manuel Youshimatz                                                       | Miguel Droguett                                                               | Leonardo Cardona (en)                                         |
| Compétitions féminines  |                                                                         |                                                                               |                                                               |
| Vitesse individuelle    | Gabriela Riquelme                                                       | Yacel Ojeda                                                                   | Janeth Burgos                                                 |
| Poursuite individuelle  | Adriana Muriel                                                          | Tatiana Fernández                                                             | Odalys Tomps                                                  |
| Course aux points       | Odalys Tomps                                                            | Isabel León                                                                   | Gabriela Riquelme                                             |

### Cyclisme sur route
| Épreuves                      | Or                                                                                 | Argent                                                                         | Bronze                                                                    |
| ----------------------------- | ---------------------------------------------------------------------------------- | ------------------------------------------------------------------------------ | ------------------------------------------------------------------------- |
| Compétitions masculines élite |                                                                                    |                                                                                |                                                                           |
| Course en ligne               | José Robles (en)                                                                   | Ruber Marín                                                                    | Alexander Ernst                                                           |
| Contre-la-montre par équipes  | Colombie Héctor Iván Palacio Fabio Jaramillo (en) Juan de Dios Fajardo Ruber Marín | Cuba Osmany Alvarez Israel Torres Eduardo Cruz Eliécer Valdés                  | Mexique Héctor Pérez Juan Ramón Camacho Jesús Vázquez Guillermo Gutiérrez |
| Compétitions féminines        |                                                                                    |                                                                                |                                                                           |
| Course en ligne               | Adriana Muriel                                                                     | Isabel León                                                                    | Odalys Tomps                                                              |
| Contre-la-montre par équipes  | Cuba Tatiana Fernández Yacel Ojeda Idalmis Echavarría Odalys Tomps                 | Colombie Adriana Muriel Rosa Emma Rodríguez Rosa María Aponte Lucila Rodríguez | Mexique Isabel León Adriana Torres Mirna Pérez Aydil López                |

## Le vélodrome Alfonso Salamanca Llach
La première compétition de vitesse de ces championnats a été la construction en un temps record du vélodrome. Moins de deux ans séparent, en effet, le désistement de Bucaramanga et le début des compétitions. Les différents acteurs publics de la région ainsi que les entreprises départementales comme la Licorera de Boyacá et la Lotería de Boyacá ont été sollicités pour le financement de cet équipement sportif. Dans le scepticisme ambiant, la course contre-la-montre a été en grande partie gagnée. Même si les gradins sont en bois et la piste d'échauffement, tout comme les dernières plantations d'arbres, ont été terminées en même temps que les premiers compétiteurs arrivaient. La grande prouesse a été l'électrification de l'enceinte, réalisée en seulement six jours. Au moment de l'ouverture des compétitions, il manque cependant, des ingénieurs du son, des cabines ou un chronométrage électronique. Le coût total de l'ensemble de l'installation sportive est évalué à cent-seize millions de pesos. L'éclairage, à lui seul, concourt à hauteur de cent millions. La piste a été homologuée, le 2 juillet, par un commissaire international de l'Union cycliste internationale.

## Déroulement des championnats

### Les compétitions sur piste

#### 28 juillet: première journée de compétitions
La première journée des Xe championnats panaméricains a vu l'Équateur prendre la tête du tableau des médailles, grâce à son unique représentant masculin des disciplines de la piste, présent à Duitama. Durant cette première session, les spectateurs ont pu assister à l'épreuve du kilomètre, seul finale du jour, et aux qualifications de la poursuite et de la vitesse. Malgré l'absence de confrontations directes, dans le programme de cette première session, le nombreux public, peu habitué aux compétitions de cyclisme sur piste, a été enthousiaste.
En poursuite individuelle, le Mexicain Eduardo Graciano réussit le meilleur temps en 4 min 54 s 218. Il devance le Colombien Alberny de Jesús Vargas de six dixièmes, son compatriote Manuel Youshimatz d'une seconde et le deuxième Colombien inscrit dans l'épreuve Jairo Giraldo, quatrième, de plus de deux secondes.
Les qualifications de la vitesse individuelle ont vu la domination des représentants des pays du cône Sud. Ainsi le meilleur temps sur le 200 mètres lancés hommes est à mettre à l'actif de Marcelo Arrué. Le Chilien est le seul à être descendu sous les onze secondes. Il devance l'Argentin José María Lovito et l'Équatorien Mario Pons. Le premier compétiteur du pays hôte, John Jaime González finit cinquième. Chez les féminines, l'Argentine Gabriela Riquelme descend sous les treize secondes pour effectuer ses deux cents mètres. Elle devance la locale Janeth Burgos.
Le premier titre décerné des championnats est celui de l'épreuve du kilomètre. Il est revenu au spécialiste des disciplines de vitesse, Mario Pons. Avec un temps de 1 min 5 s 686, il devance de plus d'une seconde le Cubain Alexis Marcel et l'amphitryon José Julián Velásquez. Ce dernier prive Cuba d'une deuxième médaille, en terminant trois dixièmes plus vite ses mille mètres que le deuxième Caraïbéen, Gil Cordovés, finalement quatrième.
Le résumé de la première journée est tiré principalement de la couverture de l'évènement faite par le journal El Tiempo. Édition papier du quotidien, datée du 29 juillet 1990, cf l'article Para el ecuatoriano Pons, primera de oro.

#### 29 juillet: deuxième journée
La session dominicale commence à 16 heures. Aucune finale n'est programmée. Seuls des tours de qualifications des tournois de vitesse et de poursuite ponctuent la journée. En vitesse individuelle, le menu offre, chez les hommes, les seizièmes de finale, et leurs repêchages ainsi que les huitièmes de finale féminines. En poursuite individuelle, ce sont les quarts de finale masculines et les séries qualificatives chez les femmes qui sont proposés au public.
Sur la distance de trois mille mètres, la Cubaine Tatiana Fernández réalise un temps de 4 min 3 s 48, nouveau record panaméricain. La concurrente suivante à s'élancer est la Colombienne Adriana Muriel. Celle-ci ôte près de deux secondes au temps de la Cubaine, en réalisant 4 min 1 s 86. Ainsi, Fernández a gardé en sa possession la marque continentale moins de cinq minutes. Pour la délégation locale, ses résultats permettent d'espérer une médaille d'or dans cette discipline pour le mardi suivant.
Espoir identique en poursuite hommes avec le champion national, Alberny de Jesús Vargas. Ce dernier réussit le meilleur temps, en étant le seul compétiteur à descendre sous les 4 min 50 s, au terme de son effort. En 4 min 49 s 84, il devance le Cubain Noel de la Cruz, 4 min 50 s 48, et les vainqueurs des autres quarts, les Mexicains Manuel Youshimatz et Eduardo Graciano. Ce dernier termine, cependant, en roue libre, en ayant rejoint son adversaire, le Vénézuélien Laureano Peláez.
Par contre, les observateurs colombiens sont beaucoup plus circonspects quant aux chances de médailles d'or de leurs compatriotes dans les épreuves de vitesse. Même si les trois Colombiens se qualifient pour les huitièmes de finale, seul John Jaime González, meilleur temps des seizièmes, n'a pas besoin des repêchages pour passer au tour suivant. Chez les féminines, Janeth Burgos, meilleur temps des huitièmes, et Jenny Herrera sont rejointes en quarts de finale, par la troisième locale (Angelica Maya) à l'issue, seulement, des repêchages.
Le résumé de la première journée est tiré principalement de la couverture de l'évènement faite par le journal El Tiempo. Édition papier du quotidien, datée du 30 juillet 1990, cf l'article Adriana hizo marca, p.1D.

#### 30 juillet: troisième journée
Les premières compétitions permettaient au pays hôte d'espérer de bons résultats les jours suivants mais la soirée du lundi 30 juillet a quelque peu déçu le public présent au velódromo Alfonso Salamanca Llach de Duitama.

Au programme de cette nouvelle journée de compétitions, les poursuites individuelles masculine et féminine.
Chez les hommes, meilleur temps des quarts de finale, le dernier représentant colombien dans la compétition, Alberny de Jesús Vargas est potentiellement un finaliste de l'épreuve, lorsqu'il se présente face à Eduardo Graciano en demi-finale. Pourtant, Graciano, bien que non spécialiste de la discipline, prend l'avantage dès le début et augmente de manière régulière son avance, au point de rejoindre son adversaire. Il l'écarte ainsi de la finale et, en le disqualifiant, le prive de la médaille de bronze. En le comparant aux grands anciens Martín Emilio Rodríguez et autre Balbino Jaramillo, en l'adoubant héritier de ces très bons poursuiteurs, lui pronostiquant le titre, les médias et son entourage lui ont mis une pression que Vargas, coureur encore très jeune, n'a pas supporté. Pour le titre, Eduardo Graciano se trouve opposé à Manuel Youshimatz. À la surprise générale, Graciano défait Youshimatz pour obtenir la médaille d'or. En effet, Graciano n'a débuté sur la piste qu'au mois d'avril précédent. D'ailleurs, il se présentait à ces championnats avec l'intention de disputer la course aux points et non la poursuite. Toutefois, son sacre se fait en l'absence du Colombien Julio César Ortegón, accidenté, et valant 4 min 40 s sur la distance, selon le directeur technique national Hugo Cuartas.
Les résultats des quarts de finale de la compétition féminine proposent, pour les demi-finales du lendemain, deux duels Cuba-Colombie. Les Caraïbéennes Tatiana Fernández et Odalys Tomps affronteront la tenante du titre Martha Ligia Maya et sa coéquipière Adriana Muriel. Les deux Colombiennes se sont qualifiées tranquillement pour le tour suivant. Elles n'ont, en effet, pas disputé leur manche qualificative. L'Équatorienne Filomena Cassierra, tombée la veille, déclare forfait, tandis que Gabriela Riquelme, spécialiste de la vitesse, préfère se ménager en vue de sa discipline de prédilection et, elle aussi, ne se présente pas au départ des quarts.
Les manches qualificatives de la vitesse individuelle sont également au programme.

La compétition masculine voient les représentants locaux montrer leur limite. Tandis que les trois Cubains se qualifient pour les quarts de finale, du trio de compétiteurs colombiens engagé, seul John Jaime González parvient à ce stade. Et encore grâce au sacrifice de son coéquipier José Julián Velásquez, qui lui a permis de prendre le meilleur sur l'Argentin Gustavo Farís. Cependant en quarts, González est irrémédiablement battu par le Caraibéen Víctor Medina. Mario Pons rejoint Medina en demi-finales, en battant en deux manches Gustavo Farís. Marcelo Arrué et José María Lovito les accompagnent.
En vitesse individuelle féminine, la championne de Colombie Janeth Burgos parvient à se qualifier en demi-finales, en disposant de sa compatriote Rosa Angélica Maya. Elle y retrouve la favorite, l'Argentine Gabriela Riquelme, la Cubaine Yacel Ojeda et la Mexicaine Isabel León.
Le résumé de la troisième journée est tiré principalement de la couverture de l'évènement faite par le journal El Tiempo. La pista, esquiva para Colombia.

#### 31 juillet: quatrième journée
Lors de la quatrième journée de compétitions, se disputent les finales de la vitesse individuelle hommes et femmes.

En demi-finales masculines, Marcelo Arrué s'impose en deux manches face à Víctor Medina, tandis que Mario Pons le rejoint en finale, en disposant également en deux sprints de José María Lovito (ce dernier étant déclassé dans la deuxième manche pour sprint irrégulier). En finale, au grand dam du public qui avait pris parti pour lui, Mario Pons est défait en deux manches par Marcelo Arrué. Ce dernier, vivant aux États-Unis, représente pour la première fois le Chili, après avoir porté le maillot américain auparavant. Pour la médaille de bronze, José María Lovito prend le dessus sur Víctor Medina en deux sprints. Dans le match pour la cinquième place, Gustavo Farís s'impose face à Gil Cordovés, John Jaime González et le troisième ilien Daniel López.
Lors des demi-finales féminines, Gabriela Riquelme et Yacel Ojeda disposent de leurs rivales, en deux manches, pour se retrouver pour le titre. Janeth Burgos, battue par la Caraïbéenne, se console avec la médaille de bronze. Elle prend le meilleur sur Isabel León, en trois manches. Dans la première, comme le public, Burgos est persuadée d'avoir gagné, mais sa conviction est infirmée par la photo-finish. Pas démobilisée par cette décision contraire, Janeth Burgos s'impose aisément dans la deuxième, mais doit requérir à la photo-finish, dans l'ultime manche, pour monter sur la dernière marche du podium. Pour la médaille d'or, Gabriela Riquelme dispose, facilement, en deux manches de sa concurrente ilienne. Pour la cinquième place, la Colombienne Jenny Herrera soumet à sa pointe de vitesse ses trois adversaires.
Un troisième titre est décerné lors de cette journée. Adriana Muriel s'empare de la médaille d'or de la poursuite individuelle féminine. Championne panaméricaine de la course en ligne à Medellín, deux ans auparavant, l'Antioqueña succède au palmarès à Martha Ligia Maya. Cette dernière, battue en demi-finale par Tatiana Fernández, doit se contenter de la quatrième place; car Odalys Tomps s'octroie le bronze, grâce au temps réalisé lors de sa demi-finale (perdue) face à Muriel. En finale, avec un temps de 4 min 3 s 85, Adriana Muriel, régulière, respecte le tableau de marche établit avec ses entraîneurs et s'impose face à Tatiana Fernández, avec plus de quatre secondes d'avance.
Par ailleurs, les qualifications de la poursuite par équipes ont opposé cinq quatuors. Les représentants de la sélection colombienne ont réalisé le meilleur temps en 4 min 35 s 79, leur permettant de se mesurer au moins fort des autres prétendants en demi-finale. Tandis que les Vénézuéliens sont éliminés, en ayant réalisé un temps indigne de leur niveau.
À l'issue de cette journée, cinq sélections se partagent les cinq titres distribués depuis le début de ces championnats. L'Équateur et le Mexique sont en tête des bilans avec l'appoint d'une médaille d'argent en outre de leur médaille d'or.
Le résumé de la quatrième journée est tiré principalement de la couverture de l'évènement faite par le journal El Tiempo. Adriana, medalla de oro anunciada.

#### 1eraoût: cinquième et dernière journée de compétitions sur piste
La cinquième et dernière journée de compétitions sur le vélodrome Alfonso Salamanca Llach voient les Cubains prendre définitivement la tête des bilans du cyclisme sur piste. En effet, les Caraïbéens s'octroient deux des trois titres décernés ce jour.
En poursuite par équipes, le quartette colombien, meilleur temps des qualifications, s'impose facilement en demi-finales face aux Mexicains. Pour le titre, au grand désappointement du public, les locaux, bien que favoris, sont défaits de moins d'une seconde par la formation cubaine, dans un final électrique.
Les iliens obtiennent une deuxième médaille d'or par l'intermédiaire d'Odalys Tomps. Celle-ci s'impose dans la course aux points féminine. Lors de la première course, Tomps, ayant perdu un tour sur ses adversaires, est sur le point d'abandonner. Survient alors une panne d'éclairage. Au retour de la lumière, une deuxième course est lancée. La Cubaine y effectue une brillante démonstration pour s'emparer du titre.
Les hommes ont également disputé l'épreuve de course aux points durant cette dernière journée. Malgré toute son ardeur, le Colombien Leonardo Cardona (en) n'obtient que la médaille de bronze. Il échoue, pour deux points seulement, dans sa quête de l'argent. Le vainqueur n'est autre que Manuel Youshimatz, médaillé olympique dans cette discipline en 1984 qui s'impose devant le Chilien Miguel Droguett.
Au tableau des médailles, avec deux médailles d'or, trois en argent et deux de bronze, les Cubains précèdent les Mexicains, au nombre de médailles d'argent (trois contre deux), et quatre nations avec un titre chacun.
Le résumé de la cinquième et dernière journée est tiré principalement de la couverture de l'évènement faite par le journal El Tiempo. Las medallas le huyen a los Colombianos.

### Les compétitions sur route

#### 3 août: les contre-la-montre par équipes
Les commissaires de l'UCI ont validé le parcours des contre-la-montre. Le départ et l'arrivée ont lieu sur la plaza Los Libertadores dans le centre de Duitama. Le circuit choisi amène, en premier lieu, les coureurs à effectuer un aller-retour Duitama - Paipa puis, dans un deuxième, à accomplir une boucle Duitama - Sogamoso - Paipa - Duitama. L'épreuve féminine est, pour la première fois, disputée lors de championnats panaméricains. Seules trois équipes sont au départ : les sélections de Cuba, de Colombie et du Mexique. Chez les hommes, Cuba tente de conserver le titre acquis à Medellín, en 1988. Pour cela les Cubains sont arrivés dix-sept jours avant la date de l'épreuve. La formation des Caraïbes doit cependant compter sur l'absence de leur pièce maîtresse Eduardo Alonso, remplacée par Israel Torres, un des nouveaux talents que dirige le directeur sportif Roberto Menéndez. La Colombie, médaillée d'argent, deux ans plus tôt, est composé de trois membres de l'équipe d'Antioquia, championne nationale de la discipline, Héctor Iván Palacio, Fabio Jaramillo (en) et Juan de Dios Fajardo, renforcés par la présence du jeune et prometteur Vallecaucano Ruber Marín, de la formation Castalia. Ces deux quartettes sont les grands favoris de la compétition masculine. Le Venezuela, emmené par le vétéran Justo Galavís, et le Mexique arbitrent le duel. La sélection du Costa Rica, attendue, n'a pas pris le départ alors que seuls trois de ses membres avaient pu rallier à temps Duitama. Les défections des délégations brésilienne, guatémaltèque ou péruvienne, ou des sélections, présentes aux championnats, mais ne comprenant que des pistards, comme l'Argentine, le Chili ou l'Équateur n'ont pas permis d'avoir plus de quatre quatuors au départ.
Les féminines prennent le départ à 9 heures du matin. La compétition voit la victoire de la formation cubaine, composée de femmes beaucoup plus expérimentées dans ce genre d'exercice que les Colombiennes, deuxièmes à l'arrivée. les observateurs se demandent, a posteriori, si l'équipe locale n'aurait pas été plus performante avec l'intégration de Nelly Alba dans le quartette. La sélection du pays hôte finit à près de quatre-vingt-dix secondes des Cubaines mais garde 2 min 26 s de marge sur leurs poursuivantes mexicaines.
L'épreuve masculine débute à 14 heures. Et le scénario semble se répéter. Les Cubains dominent le début de course, pour compter jusqu'à 1 min 2 s d'avance. Puis, peu à peu, les locaux refont leur retard sur les Caraïbéens. La tendance s'inverse beaucoup plus franchement en faveur des Colombiens, lorsqu'après le soixante-quinzième kilomètre, Osmany Alvárez ne peut plus suivre le rythme imposé par ses coéquipiers. À trois contre quatre, les Cubains perdent alors beaucoup de temps. À sept kilomètres de l'arrivée, les jeunes Colombiens, dirigés par Carlos Eduardo Tapias, passent pour la première fois devant. Ils franchissent la ligne d'arrivée avec un avantage de 1 min 32 s sur les iliens. Ces derniers préservent, toutefois, 1 min 46 s d'avance sur les Mexicains, médaillés de bronze. Tandis que les Vénézuéliens échouent au pied du podium pour 41 s.
C'est la première victoire colombienne dans l'exercice depuis que les championnats panaméricains existent. Profitant de la faible concurrence, ils réussissent là où le quatuor, composé de Martín Emilio Rodríguez, d'Álvaro Pachón, de Miguel Samacá et de Rafael Antonio Niño (et considéré alors comme le plus fort jamais constitué en Colombie), avait échoué. Lors des Jeux panaméricains de 1971, la sélection nationale de Colombie s'était, en effet, inclinée devant, une fois encore, les Cubains.
Le résumé des contre-la-montre par équipes est tiré principalement de la couverture de l'évènement faite par le journal El Tiempo. Colombia, por fin el oro.

#### 4 août: la course en ligne féminine
Seules trois délégations (Colombie, Cuba et Mexique) pour un total de douze concurrentes se présentent au départ. Le circuit développe 13 km et est à parcourir cinq fois. La principale difficulté du jour est la côte de La Gruta, aux pourcentages modérés mais usante par la répétition des efforts. Selon les observateurs, la course doit se résumer à un duel entre les représentantes de Cuba et les Colombiennes.
Dès le début, les locales entament un processus de dislocation du maigre peloton, par l'intermédiaire de Lucila Rodríguez. Avec une certaine réussite, puisqu'à mi-course, seules quatre concurrentes restent ensemble, les Colombiennes Rosa María Aponte et Adriana Muriel, la Cubaine Odalys Tomps et la Mexicaine Isabel León. Au quatrième tour, à une vingtaine de kilomètres de l'arrivée, Aponte et Muriel lancent une attaque décisive dans l'ascension de La Gruta. Même si, Aponte ne peut suivre longtemps sa compatriote, Adriana Muriel continue seule et peu à peu accumule une avance confortable. L'écart grandit jusqu'à plus de trois minutes. Pour la médaille d'argent, Isabel León prend le meilleur sur Odalys Tomps, dans le sprint d'arrivée. Aponte finit quatrième à trois secondes du duo, dans le même temps que sa compatriote Nelly Alba.
L'ancienne patineuse Adriana Muriel, conserve son titre acquis deux ans plus tôt, à Medellín. Avec ses deux médailles d'or, Muriel est considérée comme la reine des championnats.
Le résumé de la course en ligne féminine est tiré principalement de la couverture de l'évènement faite par le journal El Tiempo. Adriana Muriel : bicampeona.

#### 5 août: la course en ligne masculine
Au départ, l'enjeu est important. Les Colombiens et les Cubains sont à égalité au nombre de médailles d'or (trois), ainsi le vainqueur de l'épreuve, s'il fait partie de ces équipes, donne à sa sélection la victoire au classement général de ces championnats panaméricains. Le circuit est identique à celui des féminines et développe toujours 13 km, mais il doit être parcouru treize fois par les compétiteurs. La température est anormalement élevée pour la saison et l'altitude peut s'avérer préjudiciable. Le grand favori de la course est le Colombien, originaire de Duitama, Oliverio Rincón. Seuls vingt-huit concurrents prennent le départ.
Dès le début, les Colombiens impriment un rythme soutenu que seuls les Mexicains peuvent assimiler, au contraire des Cubains, débordés rapidement. La mainmise des locaux est cependant totale et José Robles (en) part en solitaire dès le quatrième tour, après de nombreuses escarmouches initiées par les amphitryons. Robles augmente son avance peu à peu et la stabilise aux alentours des deux minutes sur un groupe, toujours contrôlé par ses compatriotes. Duquel s'échappe Ruber Albeiro Marín tandis qu'Oliverio Rincón déçoit en étant pas au mieux de sa forme. Le champion de Colombie amateur, José Robles s'en va cueillir, inéluctablement, le titre et son compatriote Marín la médaille d'argent. Seule reste en jeu la dernière marche du podium. C'est le champion national du Mexique Alexander Ernst qui se l'octroie, en se défaisant de la pression exercée par les locaux Edgar Ruiz (en) et Fabio Jaramillo.
Le remarquable travail collectif des Colombiens leur permet, comme deux ans auparavant, de terminer aux deux premières places de la course en ligne des championnats panaméricains.
Le résumé de la course en ligne masculine est tiré principalement de la couverture de l'évènement faite par le journal El Tiempo. Robles y Marín, 1-2 en la ruta.

## Tableau des médailles
36 médailles étaient distribuées lors de ces championnats.
| Rang  | Nation    | Or | Argent | Bronze | Total |
| ----- | --------- | -- | ------ | ------ | ----- |
| 1     | Colombie  | 4  | 3      | 3      | 10    |
| 2     | Cuba      | 3  | 4      | 3      | 10    |
| 3     | Mexique   | 2  | 3      | 3      | 8     |
| 4     | Chili     | 1  | 1      | 1      | 3     |
| 5     | Équateur  | 1  | 1      | 0      | 2     |
| 6     | Argentine | 1  | 0      | 2      | 3     |
| Total | Total     | 12 | 12     | 12     | 36    |

Les délégations des Îles Caïmans, du Costa Rica, du Pérou, du Salvador, de Trinité-et-Tobago et du Venezuela, bien que présentes n'ont pas obtenu de médailles.

## Bilan sportif
À l'issue de la dernière épreuve des championnats, la course en ligne hommes, la sélection colombienne obtient le titre général, détrônant la formation cubaine. Les Colombiens prennent ainsi leur revanche sur les Cubains, vainqueurs de l'édition précédente en 1988, à Medellín.
La délégation locale a bâti son succès dans les compétitions sur route, où elle remporte trois des quatre titres en jeu et trois de ses quatre médailles d'or.
Elle conserve ses trois titres obtenus en 1988 et y ajoute, pour la première fois, le titre sur les 100 km contre-la-montre par équipes hommes.
Les observateurs constatent, cependant, la faiblesse de la concurrence dans les compétitions sur route et les effets dévastateurs de l'altitude sur la sélection cubaine disputant la course en ligne hommes.
Par contre, ils remarquent les progrès de la jeune sélection colombienne sur piste qui réduit quelque peu l'écart avec les pistards cubains.
Au tableau des médailles, la Colombie termine, donc, en tête avec dix médailles, dont quatre en or. Elle devance, d'une unité en or, Cuba, elle aussi avec dix médailles. Suit le Mexique avec deux titres et huit médailles au total.
Ces trois nations totalisent neuf titres sur les douze possibles et vingt-huit médailles sur trente-six. Six nations ont obtenu au moins une médaille.
Seules trois délégations, celle de la Colombie, de Cuba et du Mexique, confisquent les douze récompenses mises en jeu dans les compétitions sur route.
Sur le plan individuel, seules deux sportives obtiennent deux titres. Adriana Muriel et Odalys Tomps s'imposent aussi bien sur piste que sur route. La Colombienne y ajoute une médaille d'argent tandis que la Cubaine y adjoint deux médailles de bronze.
En comptabilisant les médaillés par équipes, quarante-six compétiteurs sont honorés d'une médaille au moins lors de cette compétition.